# Seb Seliyer
Seb Seliyer ist eine Sprache, die von den Roma im Norden des Iran gesprochen wird (vor allem in Firuzkuh). Sie stammt von den Domari-Dialekten, hat sich aber so stark von Domari abgewandt, dass sie kaum noch mit Domari verständlich ist. Neben der indoarischen Abstammung existiert ein starker Einfluss aus den iranischen Sprachen Persisch und Masanderanisch.